# Torilis chrysocarpa
Torilis chrysocarpa är en växtart i släktet rödkörvlar och familjen flockblommiga växter. Den beskrevs av Pierre Edmond Boissier och Emanuel Blanche.

## Utbredning
Arten förekommer i västra Asien, från Libanon till Iran.